# 圣雷米 (科多尔省)
圣雷米（法語：Saint-Rémy，法語發音：[sɛ̃ ʁemi] ⓘ）是法国科多尔省的一个市镇，位于该省西北部，属于蒙巴尔区。

## 地理
圣雷米（47°38'12"N, 4°17'53"E）面积13.82 平方千米，位于法国勃艮第-弗朗什-孔泰大區科多尔省，该省份为法国中东部省份，北起奥布省，西接涅夫勒省和约讷省，南至索恩-卢瓦尔省，东南接汝拉省，东临上索恩省，东北部与上马恩省接壤。
与圣雷米接壤的市镇（或旧市镇、城区）包括：阿朗、比丰、蒙巴尔、坎斯罗、坎西勒维孔特。

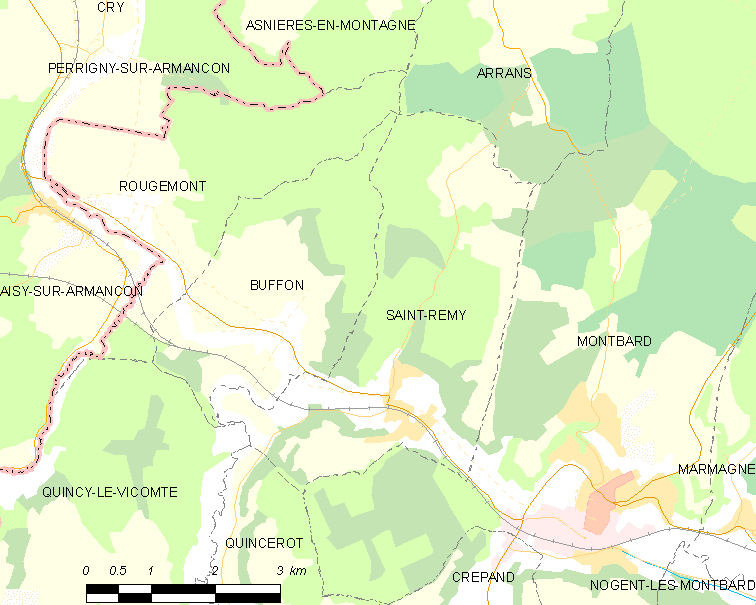
的OSM定位图

圣雷米的时区为UTC+01:00、UTC+02:00（夏令时）。

## 行政
圣雷米的邮政编码为21500，INSEE市镇编码为21568。

## 政治
圣雷米所属的省级选区为蒙巴尔县。

## 人口

1962-2008年间人口变化图示

圣雷米于2022年1月1日时的人口数量为678人。